# Рагозин, Кирилл Иосифович
Кирилл Иосифович Рагозин (28 июля 1967, Ленинград — 29 января 2005, Приморск, Ленинградская область) — государственный деятель, депутат Государственной думы четвёртого созыва.

## Биография
Окончил Ленинградский технологический институт сервиса государственной академии сферы быта и услуг.

### Депутат Госдумы
В 2003 году он был избран в Госдуму РФ по федеральному списку «Единой России». Входил в комитет по промышленности, строительству и наукоемким технологиям. 15 марта 2005 года освободившийся в связи с гибелью Рагозина мандат был передан Эдуарду Хамитову.

## Гибель
Утонул 29 января 2005 года во время прогулки на снегоходе вдоль Финского залива у города Приморска. 20 февраля того же года в акватории Выборгского залива водолазы ГУ МЧС Ленинградской области нашли тело депутата. Похоронили на территории Воскресенского Новодевичьего женского монастыря, прямо у стен храма Казанской иконы Божьей Матери.